# Ryczyska
Ryczyska – wieś sołecka w Polsce, położona w województwie mazowieckim, w powiecie garwolińskim, w gminie Miastków Kościelny.
| SIMC    | Nazwa | Rodzaj    |
| ------- | ----- | --------- |
| 0681000 | Glina | część wsi |

W latach 1975–1998 wieś administracyjnie należała do województwa siedleckiego.
Wierni Kościoła rzymskokatolickiego należą do parafii św. Anny w Zwoli Poduchownej.